# Jack River
Jack River, pseudonimo di Holly Isabella Rankin (Nuovo Galles del Sud, 19 dicembre 1991), è una cantautrice, polistrumentista e produttrice discografica australiana.

## Biografia
Nel 2017 Jack River ha organizzato una serie di concerti, rinominati Electric Lady, con le colleghe Ali Barter, Alex Lahey e Gretta Ray. Il suo album di debutto, intitolato Sugar Mountain, è stato pubblicato a giugno 2018 ed ha raggiunto l'11ª posizione della ARIA Albums Chart. Da esso è stato estratto il singolo Fool's Gold, certificato disco di platino in Australia. Nel 2019 è uscito Sugar, in collaborazione con i Peking Duk, che si è piazzato alla 54ª posizione della ARIA Singles Chart e che è stato certificato disco d'oro nel paese. Agli APRA Music Awards la cantante ha ricevuto due candidature, mentre agli ARIA Music Awards ne ha accumulate quattro.

## Discografia

### Album in studio
- 2018 – Sugar Mountain
- 2023 – Endless Summer

### EP
- 2013 – On Nature Part One
- 2016 – Highway Songs No. 2
- 2020 – Stranger Heart

### Singoli

#### Come artista principale
- 2016 – Talk Like That
- 2016 – Nothing's Gonna Hurt You Baby
- 2016 – Palo Alto
- 2017 – Fool's Gold
- 2017 – Fault Line
- 2018 – Ballroom
- 2018 – Limo Song
- 2018 – Confess
- 2019 – Sugar (con i Peking Duk)
- 2019 – Adolescent
- 2019 – Later Flight
- 2019 – Closer
- 2020 – Dark Star

#### Come artista ospite
- 2020 – Multiply (Love Fame Tragedy feat. Jack River)